# جامعة ولاية كاليفورنيا في فريسنو
جامعة ولاية كاليفورنيا في فريسنو هي جامعة عامة في فريسنو، كاليفورنيا. إنها واحدة من 23 حرمًا جامعيًا في نظام جامعة ولاية كاليفورنيا. بلغ عدد الطلاب المسجلين في الجامعة في خريف 2020 25341 طالبًا. تقدم الجامعة درجة البكالوريوس في 60 مجالًا للدراسة، و45 درجة ماجستير، و3 درجات دكتوراه، و12 شهادة دراسة متقدمة، ومؤهلين تدريسيين مختلفين.
تشمل المرافق الفريدة للجامعة ما يُعرف بالقبة السماوية داخل الحرم الجامعي، والزبيب في الحرم الجامعي، وكروم العنب والنبيذ، ومصنع النبيذ التجاري، حيث فاز النبيذ الذي يصنعه الطلاب على أكثر من 300 جائزة منذ عام 1997. أعضاء أفضل 10 فرق فروسية  لديهم خيار إيواء خيولهم في الحرم الجامعي، بجوار الساحات الداخلية والخارجية. تبلغ مساحة ولاية فريسنو نحو 50,000 قدم مربع (4,600 م2) في مركز الترفيه الطلابي، وثالث أكبر مكتبة (بالقدم المربع) في نظام جامعة ولاية كاليفورنيا. تم تصنيف الجامعة كجامعة دكتوراه ذات نشاط بحثي معتدل في تصنيف كارنيجي، اعتبارًا من تحديث 1 فبراير 2016.

## التاريخ
تأسَّست جامعة ولاية كاليفورنيا في فريسنو باسم مدرسة فريسنو الحكومية العادية في عام 1911 وكان تشارلز لوري ماكلين أول رئيس لها. كان الحرم الجامعي الأصلي هو ما يعرف الآن بكلية فريسنو سيتي. في عام 1956، نقلت ولاية فريسنو حرمها الجامعي إلى موقعها الحالي في الجزء الشمالي الشرقي من المدينة؛ اشترت إف سي سي الحرم الجامعي القديم وعادت إليه. أصبحت كلية فريسنو ستيت في عام 1949، عندما تم التصريح لها بمنح درجات البكالوريوس. أصبحت مؤسسة مستأجرة لنظام ولاية كاليفورنيا، رائد نظام جامعة ولاية كاليفورنيا، في عام 1961. في عام 1972 تم تغيير الاسم رسميًا إلى جامعة ولاية كاليفورنيا، فريسنو. حتى بعد تغيير اسمها الرسمي إلى «جامعة ولاية كاليفورنيا، فريسنو»، لطالما أُطلق على المدرسة اسم «ولاية فريسنو» باختصار، لا سيما في ألعاب القوى. الاسمان قابلان للتبادل رسميًا، فكلاهما مقبول عند المرجع الأول في القصص الإخبارية.

## حرم الجامعة
يمتد الحرم الجامعي الأكبر من ملعب بولدوج على الحدود الغربية إلى الطريق السريع 168 على الجانب الشرقي. يعين المختبر الزراعي الجامعي الحد الشمالي للحرم الجامعي، بينما يحدد شارع شاو الحافة الجنوبية. الحرم الرئيسي يضم أكثر من 46 مبنى تقليدي وحديث. يستخدم المختبر الزراعي الجامعي الذي تبلغ مساحته 1011 فدانًا («المزرعة») في المحاصيل الزراعية والبستنة، ووحدات الخيول والخنازير ولحم البقر ومنتجات الألبان والدواجن والأغنام، بالإضافة إلى عدة مئات من الأفدنة من المراعي الماشية. تم تصنيف ولاية فريسنو رسميًا كمشتل في عام 1979 ولديها الآن أكثر من 3200 شجرة في الحرم الجامعي. تدير ولاية فريسنو أول مصنع نبيذ تجاري جامعي في الولايات المتحدة.

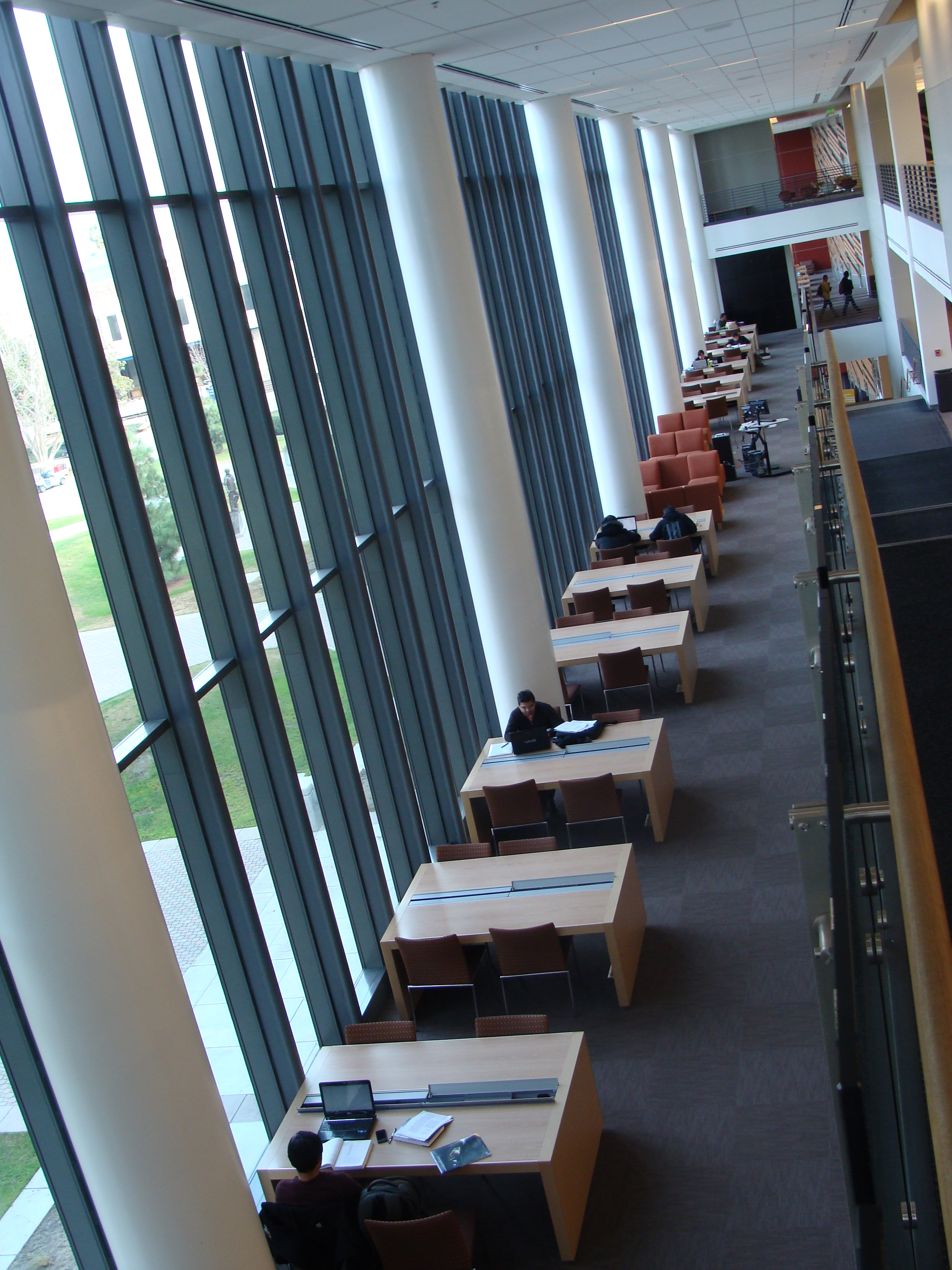
مكتبة هنري مادن

تعد مكتبة هنري مادن (بالإنجليزية: Henry Madden)‏ مصدرًا رئيسيًا للمعرفة والمعلومات المسجلة التي تدعم وظائف التدريس والبحث والخدمة في ولاية فريسنو. نظرًا لحجمها وعمقها، فهي مورد مجتمعي وإقليمي مهم وجزء أساسي من دور المؤسسة كجامعة إقليمية. حصلت المكتبة مؤخرًا على 105 مليون دولار من أجل تجديدٍ تم الانتهاء منه في فبراير 2009. افتتحت المكتبة افتتاحها الكبير في 19 فبراير 2009 وهي الآن موطن لمجموعة متنوعة من مجموعات الكتب. تضم المكتبة 1000000 كتاب في 327,920 قدم مربع (30,465 م2). المكتبة هي موطن لأكبر رفوف مدمجة في أي طابق واحد في الولايات المتحدة. تصل مساحة الرفوف إلى أكثر من 20 ميل (32 كـم) في الطول. وهي حاليًا ثالث أكبر مكتبة في الولاية (من حيث المساحة بالقدم المربع)، ومن بين العشرة الأوائل الأكبر استنادًا إلى عدد المجلدات. وهو أيضًا أكبر مبنى أكاديمي في حرم جامعة ولاية فريسنو. يضم المبنى المكون من خمسة طوابق مناطق جلوس تتسع لما يقرب من 4000 شخص وغرف دراسة جماعية وإمكانية الوصول اللاسلكي وستاربكس.
تتوفر أجهزة الكمبيوتر العامة. يمكن للطلاب وأعضاء هيئة التدريس والموظفين الوصول إلى أكثر من 200 جهاز كمبيوتر محمول لاسلكي، ومختبر إنتاج وسائط لتحرير الفيديو الرقمي والصوت، ومركز التعليمات والتعاون (استوديو 2) لتعليم مهارات محو الأمية المعلوماتية. يمكن الوصول إلى المساعدة المرجعية عن طريق الهاتف والبريد الإلكتروني والمراسلة الفورية والرسائل النصية وشخصيًا في المكتبة.
تحتوي مكتبة هنري مادن على عدد من المجموعات الخاصة مثل مركز آرني نيكسون، وهو مركز أبحاث لدراسة أدب الأطفال والشباب، والأرشيف السياسي للوادي المركزي. مايكل جورمان، العميد السابق للمكتبة، كان رئيسًا لجمعية المكتبات الأمريكية في 2005-2006. اعتبارًا من عام 2017، أصبحت ديلريتا هورنباكل عميد المكتبة.

### معرض الحرم الجامعي

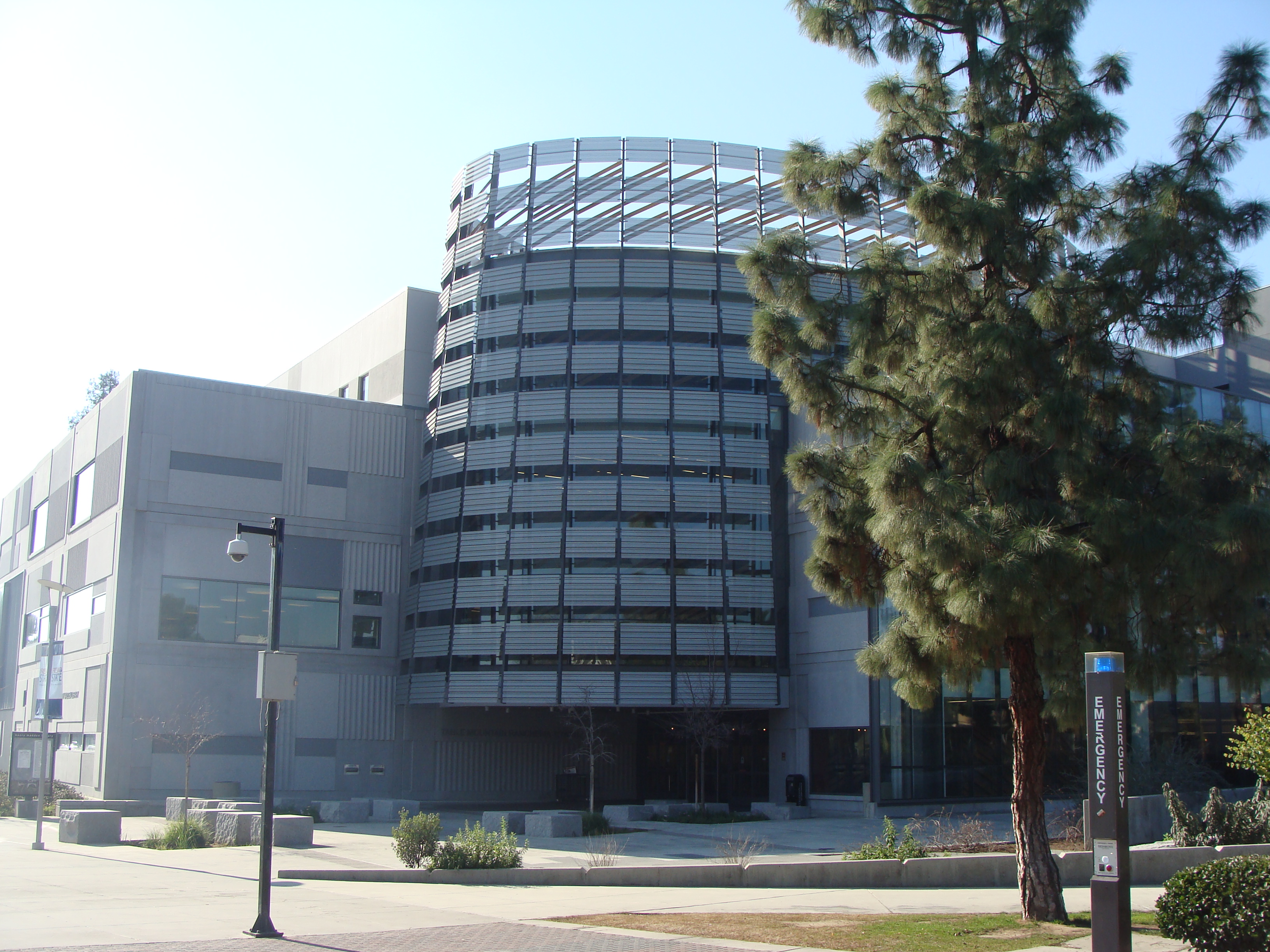
مكتبة هنري مادن
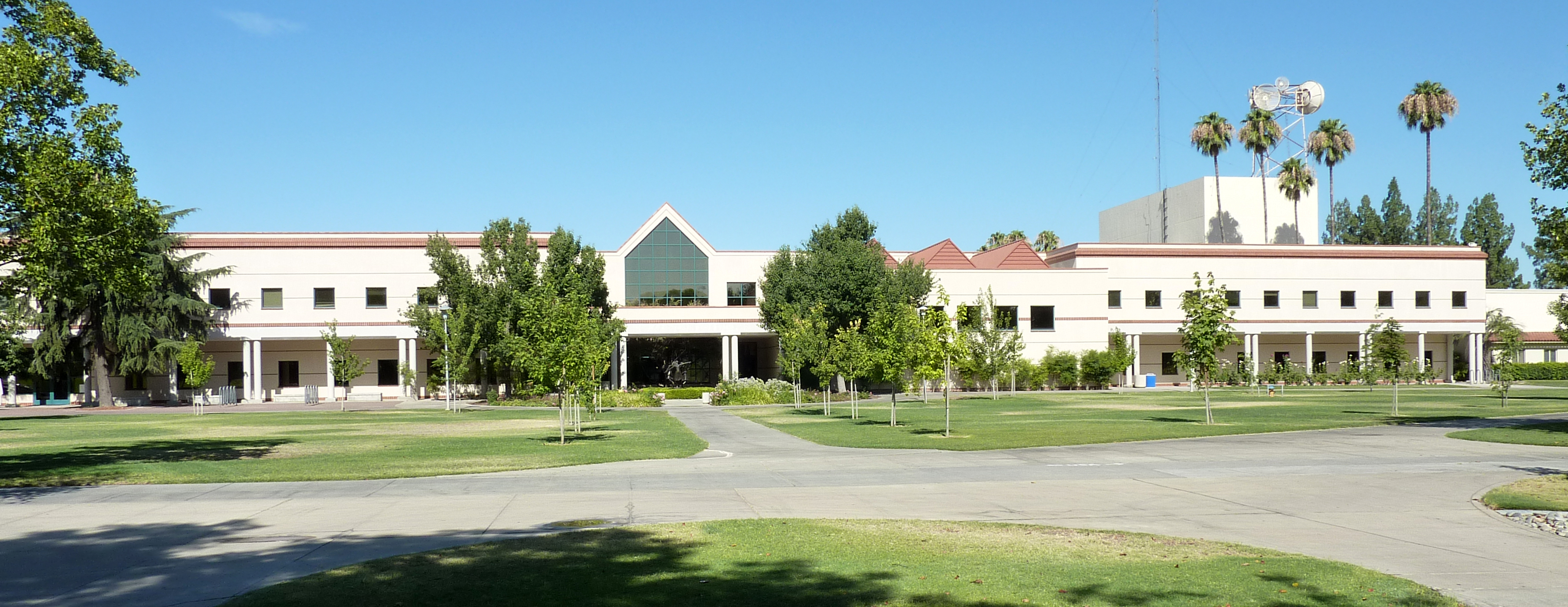
مبنى الموسيقى
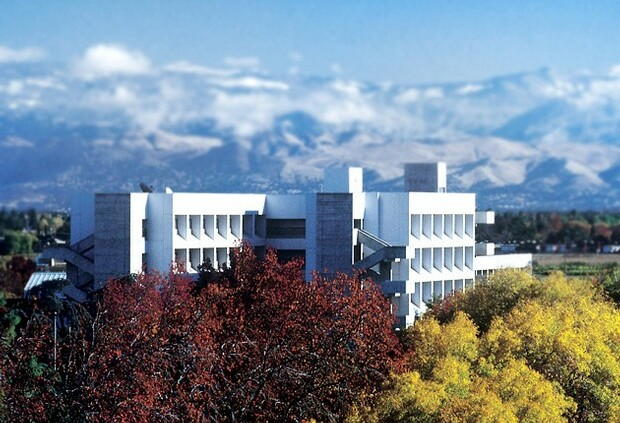
مدرسة كريج للأعمال مع ظهور جبال سييرا نيفادا في الخلفية
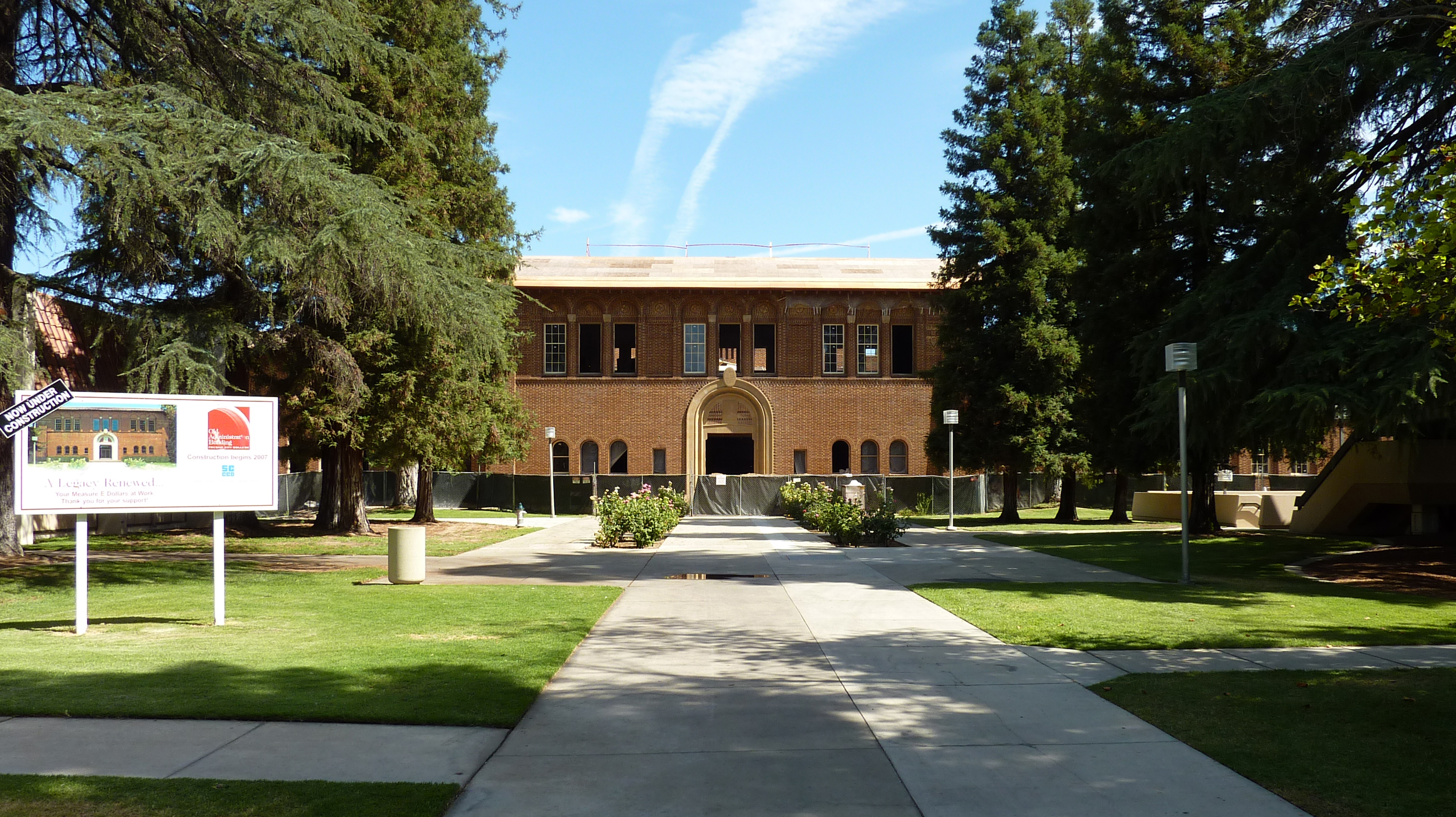
مبنى الإدارة القديم، أول مبنى دائم في ولاية فريسنو (الآن جزء من كلية مدينة فريسنو)
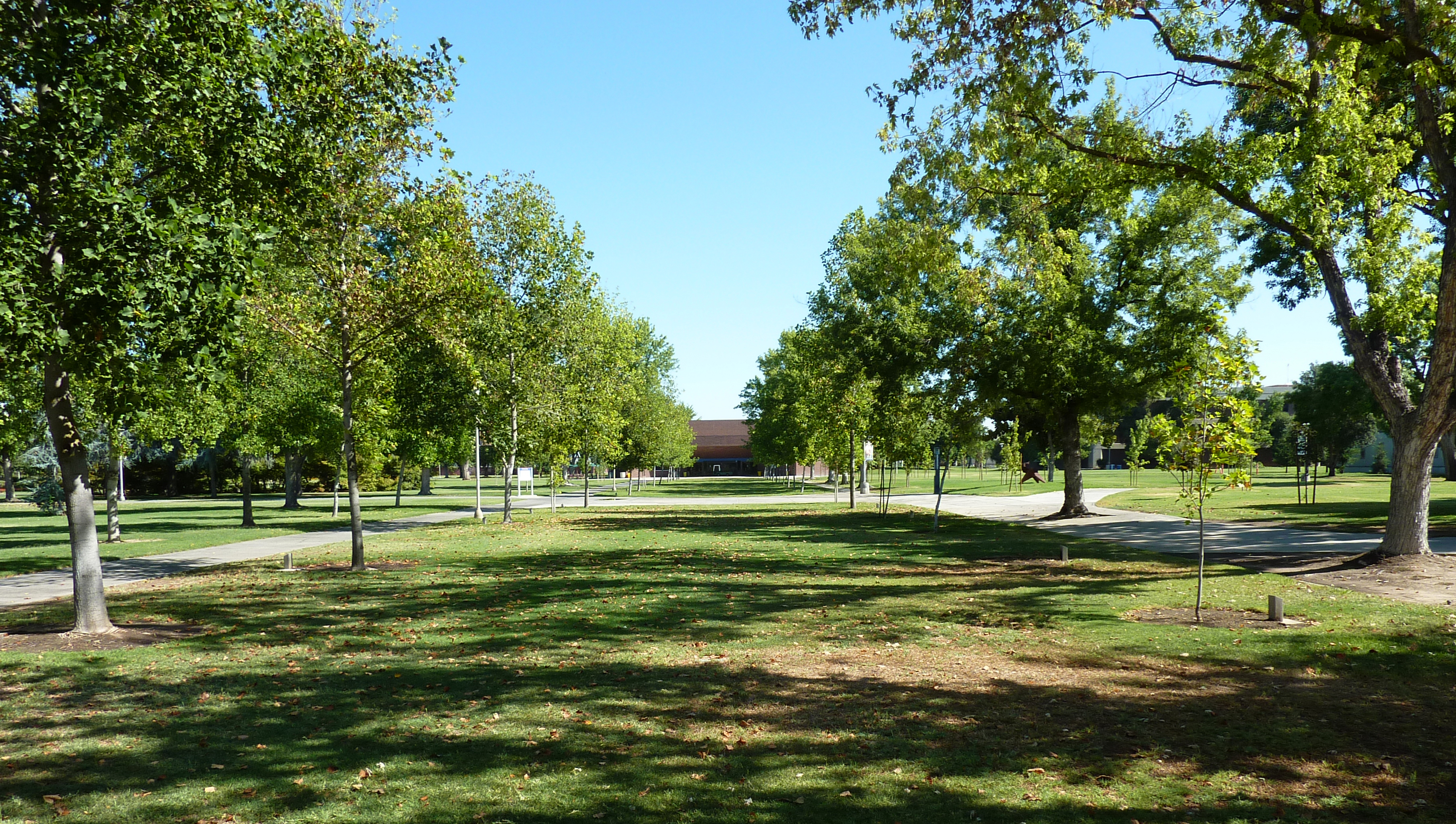
Tree Walk، جزء من المشتل في ولاية فريسنو
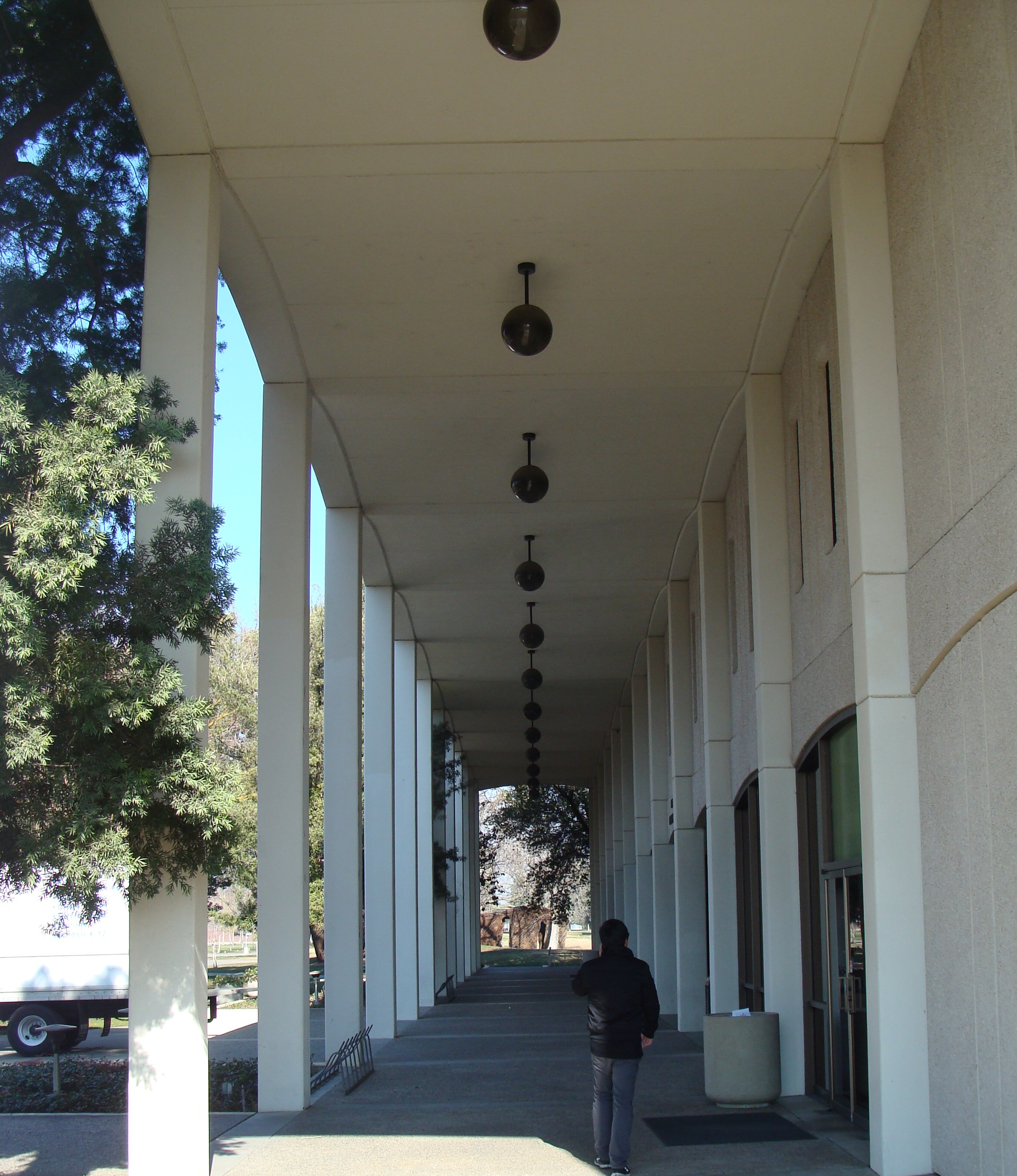
مبنى ادارة جويال

## أكاديميون
|                 | 2017   | 2016   | 2015   | 2014  | 2013   | 2012  |
| --------------- | ------ | ------ | ------ | ----- | ------ | ----- |
| المتقدمون الجدد | 17,920 | 18.735 | 19,938 | 18956 | 17.580 | 16242 |
| المقبولون       | 10,646 | 10,031 | 10406  | 11256 | 10523  | 9444  |
| نسبة القبول (%) | 59.4   | 53.5   | 59.8   | 59.9  | 58.1   | 60.4  |
| المسجّلين        | 3,447  | 3,258  | 3,674  | 3,532 | 3265   | 3,139 |
| متوسط المعدل    | 3.46   | 3.46   | 3.34   | 3.35  | 3.31   | 3.30  |
| متوسط حسبَ SAT   | 949    | 915    | 905    | 915   | 928    | 930   |
| * سبت 1600 نقاط |        |        |        |       |        |       |

كانت فريسنو ستيت هي الأولى من بين جميع حرم جامعة سي إس يو البالغ عددها 23 التي تقدم درجة الدكتوراه في الحرم الجامعي الفردي. على مستوى الدراسات العليا، تقدم ولاية فريسنو أيضًا البرامج التالية المصنفة على المستوى الوطني: ماجستير في إدارة الأعمال بدوام جزئي، والعلاج الطبيعي، والتمريض، وعلم أمراض النطق واللغة، والعمل الاجتماعي.
يتم إدارة برنامج الدكتوراه المشترك بالتعاون مع جامعة ولاية سان خوسيه للحصول على درجة دكتوراه في ممارسة التمريض (DNP) من خلال جامعة ولاية فريسنو. في مايو 2019، شهدت الجامعة أكبر فئة خريجين في تاريخها، مع أكثر من 6200 خريج.

### الاعتماد الاكاديمي

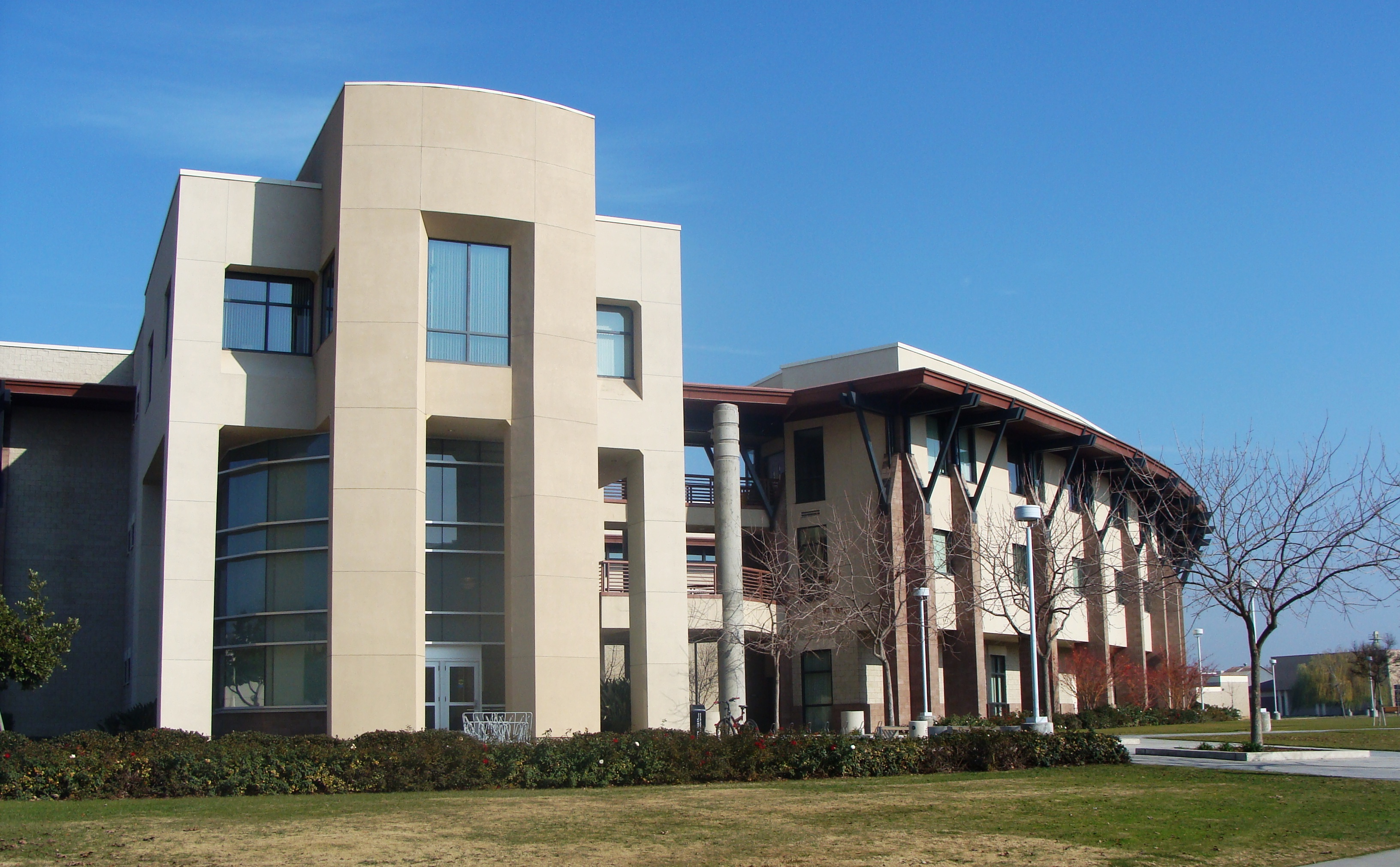
مبنى العلوم 2

جامعة ولاية كاليفورنيا، فريسنو معتمدة من قبل المجلس الوطني لاعتماد تعليم المعلمين (NCATE) والرابطة الغربية للمدارس والكليات. تم اعتماد كل من البرامج الهندسية الخمسة في كلية لايلز للهندسة من قبل لجنة الاعتماد الهندسي التابعة لـ ABET. تم اعتماد كلية كريج للأعمال من AACSB. وتصنف الجامعة من قبل الحكومة الاتحادية الأمريكية باعتبارها الأمريكية آسيوية الأم الأمريكية جزر المحيط الهادئ، التي تخدم مؤسسة (AANAPISI)، جمعية ابيض للكليات والجامعات والمؤسسات التي تخدم اسباني- (HSI) لأن ابيض الجامعية كامل قت- ما يعادل تسجيل الطلاب أكبر من 25٪.

### المدارس والكليات

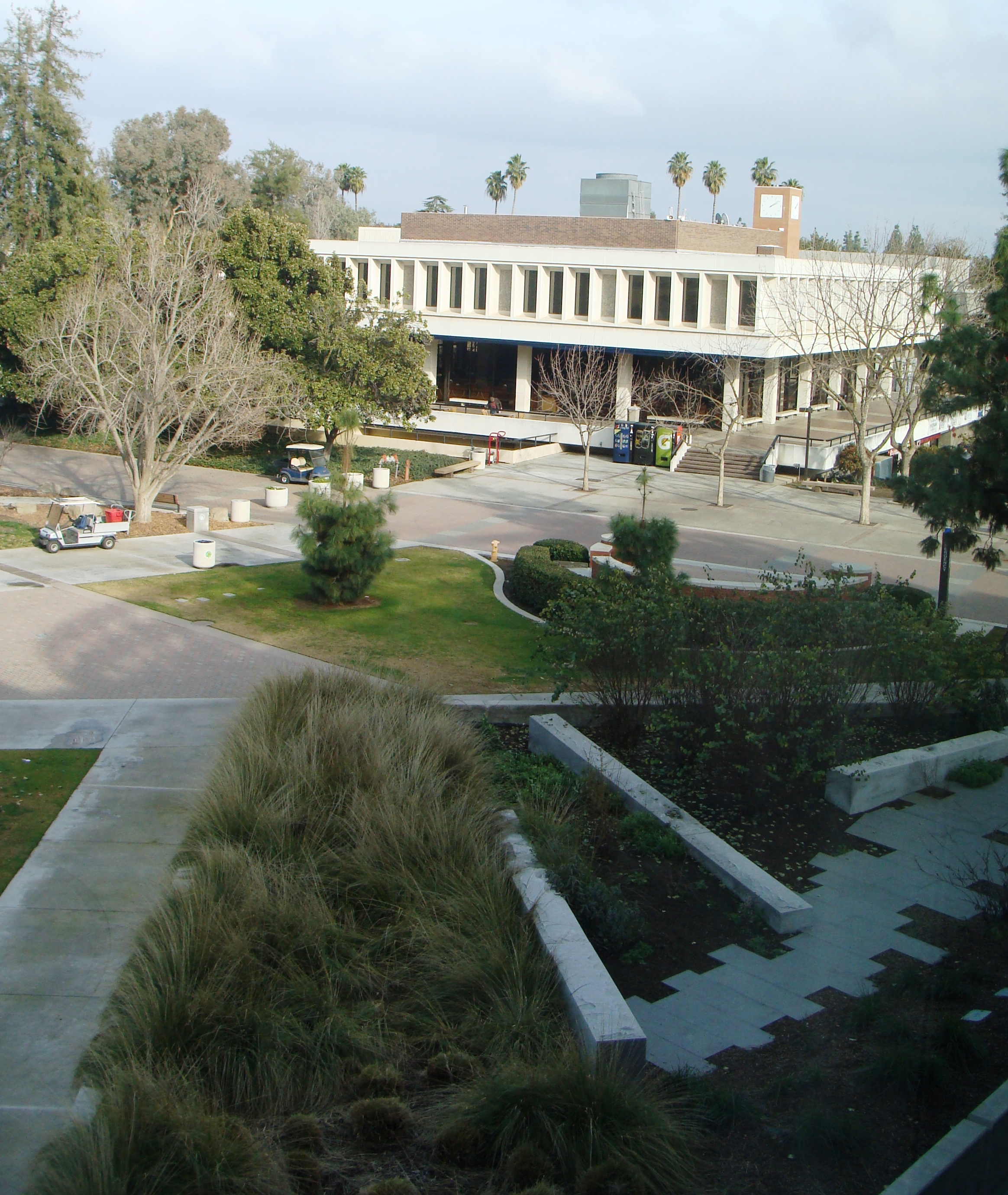
اتحاد الطلاب

- كلية العلوم والتكنولوجيا الزراعية الأردنية
- كلية الآداب والعلوم الإنسانية
- كلية كريج للأعمال
- مدرسة كريمين للتربية والتنمية البشرية
- كلية لايلز للهندسة
- كلية الصحة والخدمات الإنسانية
- كلية العلوم والرياضيات
- كلية العلوم الاجتماعية

### كلية سميتكامب الفخرية للأسرة
كلية سميتكامب الفخرية للأسرة (بالإنجليزية: Smittcamp Family Honors College)‏ هي برنامج يوفر لخريجي المدارس الثانوية العليا منحة رئيس مدفوعة الأجر بالكامل، والتي تشمل الرسوم الدراسية والإسكان، بالإضافة إلى وسائل الراحة الأخرى طوال مدة دراستهم. يُعتبر القبول في كلية سميتكامب الفخرية للأسرة تنافسيًا للغاية ويجب أن يتجاوز المرشحون واحدًا أو أكثر مما يلي: الحصول على 3.8 كحد أدنى، والمرتبة في أعلى 10 ٪ من فئة التخرج من المدرسة الثانوية، والحصول على مجموع سات من 1200 أو متوسط درجة آي سي تي في اللغة الإنجليزية والرياضيات تبلغ 27. يجب على الباحثين المتفوقين في الجامعة أيضًا إكمال متطلبات الخدمة الأكاديمية والمجتمعية الصارمة. تتوفر برامج الدراسة الدولية بالخارج. يتلقى طلاب كلية سميتكامب أولوية التسجيل في جميع الدورات، والتفاعل المنتظم مع رئيس الجامعة، وتقدير الشرف الخاص عند البدء. تم تسمية كلية هونرز على اسم الأصدقاء القدامى في الحرم الجامعي وفاعلي الخير إيرل ومورييل سميتكامب.

### الترتيب
| تصنيف الجامعات | تصنيف الجامعات |
| وطني           | وطني           |
| -------------- | -------------- |
| فوربيس         | 417            |
| يو إس نيوز     | 213            |
| واشنطن الشهرية | 26             |
| Global         |                |
| يو إس نيوز     | 472            |

| أفضل الكليات المحليّة لعام 2022     | أفضل الكليات المحليّة لعام 2022              |
| ---------------------------------- | ------------------------------------------- |
| الأفضل أداءً في الحراك الاجتماعي    | 21                                          |
| أفضل الكليات العموميّة              | 107                                         |
| أفضل الجامعات من حيثُ برامج الهندسة | 53 (في الجامعات التي لا تُوفّر برامج دكتوراه) |
| التمريض                            | 251                                         |

| استشارات إعادة التأهيل | 27  |
| العلاج الفيزيائي       | 119 |
| العمل الاجتماعي        | 121 |
| التمريض                | 122 |
| الصحة العامّة           | 158 |
| الشؤون العامّة          | 180 |
| علم أمراض النطق واللغة | 170 |

- في تصنيفها لعام 2021، صنَّفت مجلة يو إس نيوز آند وورد ريبورت (بالإنجليزية: US News & World Report)‏ ولاية فريسنو (هذا اسم الجامعة محليًا) في المرتبة 196 من أصل 389 جامعة وطنية أمريكية وتحتل المرتبة 100 في تصنيف 209 «أفضل المدارس العامة».[40]
- في تصنيفها لعام 2021، صنَّفت يو إس نيوز آند وورد ريبورت| أيضًا ولاية فريسنو التي احتلت المرتبة 26 في «أفضل أداء في التنقل الاجتماعي» بين الجامعات الوطنية وتحتل المرتبة 60 في الدولة في «أفضل برامج الهندسة الجامعية» في المدارس التي لا تقدم فيها شهادات الدكتوراه..[41]
- صنفت مجلة ماني فريسنو ستيت في المرتبة 62 في الدولة من بين 739 مدرسة تم تقييمها لإصدارها لعام 2020 «أفضل كليات لأموالك» [42] والمرتبة 40 في قائمتها لأفضل 50 مدرسة عامة في الولايات المتحدة [43]
- في عام 2020، صنفت واشنطن الشهرية ولاية فريسنو في المرتبة 26 من أصل 389 مدرسة في قائمة الجامعات الوطنية. تقيم واشنطن مانثلي جودة المدارس بناءً على الحراك الاجتماعي والبحث وتعزيز الخدمة العامة.[44]
- في عام 2019، صنفت قائمة "أفضل الكليات الأمريكية" الصادرة عن مجلة فوربس، ولاية فريسنو في المرتبة 417 من بين 650 جامعة وكليات فنون ليبرالية وأكاديمية خدمة على مستوى البلاد.[45]
- في عام 2017، صنفت مجلة يو إس نيوز آند وورد ريبورت (بالإنجليزية: US News & World Report)‏ ولاية فريسنو في المرتبة الأولى على مستوى الدولة في قائمة أفضل الجامعات الحكومية في أداء معدل التخرج.[46]

| * التركيبة السكانية للطلاب         | 2021   | 2018   |
| ---------------------------------- | ------ | ------ |
| الأمريكيون اللاتينيون / اللاتينيون | 56%    | لا شيء |
| المكسيكيون الأمريكيون              | لا شيء | 47.1%  |
| أخرى لاتيني الأمريكية              | لا شيء | 4.1%   |
| أبيض                               | 18%    | 19.1%  |
| الآسيويون الأمريكيون               | 12%    | 11.3%  |
| الفلبينيون الأمريكيون              | لا شيء | 1.6%   |
| جزر المحيط الهادئ                  | 0%     | 0.2%   |
| الأمريكيون الأفارقة                | 3%     | 2.8%   |
| الأمريكيون الهنود                  | 0%     | 0.4%   |
| الأميركيون متعددو الأعراق          | 3%     | 2.8%   |
| أجانب غير مقيمون                   | 0%     | 6.0%   |
| غير معروفين                        | 3%     | 4.7%   |
| امرأة                              | 61%    | لا شيء |
| رجال                               | 39%    | لا شيء |

### مركز مشاركة الطلاب
يقدم مركز مشاركة الطلاب، الخدمات والبرامج والأنشطة التعليمية المشتركة للمناهج الدراسية التي تمنح الطلاب الفرصة لتطوير مهاراتهم وتوسيع معرفتهم. هدفهم الأساسي هو تعزيز المشاركة وزراعة نمو الطلاب من خلال الدعم والعمل الجماعي والخدمة والنمو والتعلم والقيادة والشمول. بعض الأحداث الرئيسية في خطة مركز مشاركة الطلاب هي الدعوة، وأسبوع العودة للوطن، والأيام القديمة، والبداية، والمزيد.

### الحياة الأخوية والنوادي النسائيّة
- كانت الأخويات والجمعيات النسائية جزءًا من ولاية فريسنو لمدة 89 عامًا وتضم 42 أخوية وجمعيات نسائية أحادية الجنس تضم أكثر من 1400 رجل وامرأة.[51] مركز مشاركة الطلاب مكلف بتقديم المشورة للمجالس اليونانية الأربعة في ولاية فريسنو: المجلس المشترك بين الأخوة (IFC)، والرابطة البانهلينية (PHA)، والمجلس الوطني اليوناني (NPHC)، والمجلس المتحد لمنظمات الطلاب والأخوة (USFC). يتم تقديم الدعم للمجالس في مجالات البرمجة، وإدارة المجالس، وتطوير القيادة، وتعيين الأعضاء، وتفسير السياسات، والإنجاز الدراسي، والعلاقات العامة.[52] يمكن العثور على دليل الفصل هنا.[53]

| مجلس الأخويّة (IFC) | المجلس الوطني (NPHC)                                                                                           | الرابطة البانهلينية (PA)                                                        | المجلس المتحد لمنظمات المجتمع المدني والأخوة (USFC) |
| --- | --- | ------------------------------------------------------------------------------- | --- |
| - ألفا جاما رو - ألفا سيجما فاي - دلتا سيجما فاي - كابا سيجما - لامدا تشي ألفا - فاي دلتا ثيتا - بي كابا ألفا - سيجما ألفا إبسيلون - سيجما تشي - سيجما نو - سيجما فاي إبسيلون | الأخويات - ألفا فاي ألفا - فاي بيتا سيجما الجمعيات النسائية - ألفا كابا ألفا - دلتا سيجما ثيتا - زيتا فاي بيتا | - دلتا جاما - دلتا زيتا - كابا ألفا ثيتا - كابا كابا جاما - فاي مو - سيجما ألفا | الأخويات - بيتا جاما نو - تشي دلتا بيتا - تشي رو أوميكرون - إبسيلون سيجما رو - إيتا ألفا جاما - لامدا ثيتا فاي - مو تشي أوميغا - نو ألفا كابا - أوميغا دلتا فاي الجمعيات النسائية - ألفا بي سيجما - جاما ألفا أوميغا - لامدا سيجما جاما - لامدا ثيتا نو - فاي ألفا أوميكرون - فاي لامدا رو - سيجما ألفا زيتا - سيجما أوميغا نو - سيجما ثيتا بسي |

### النوادي والمنظمات الطلابية

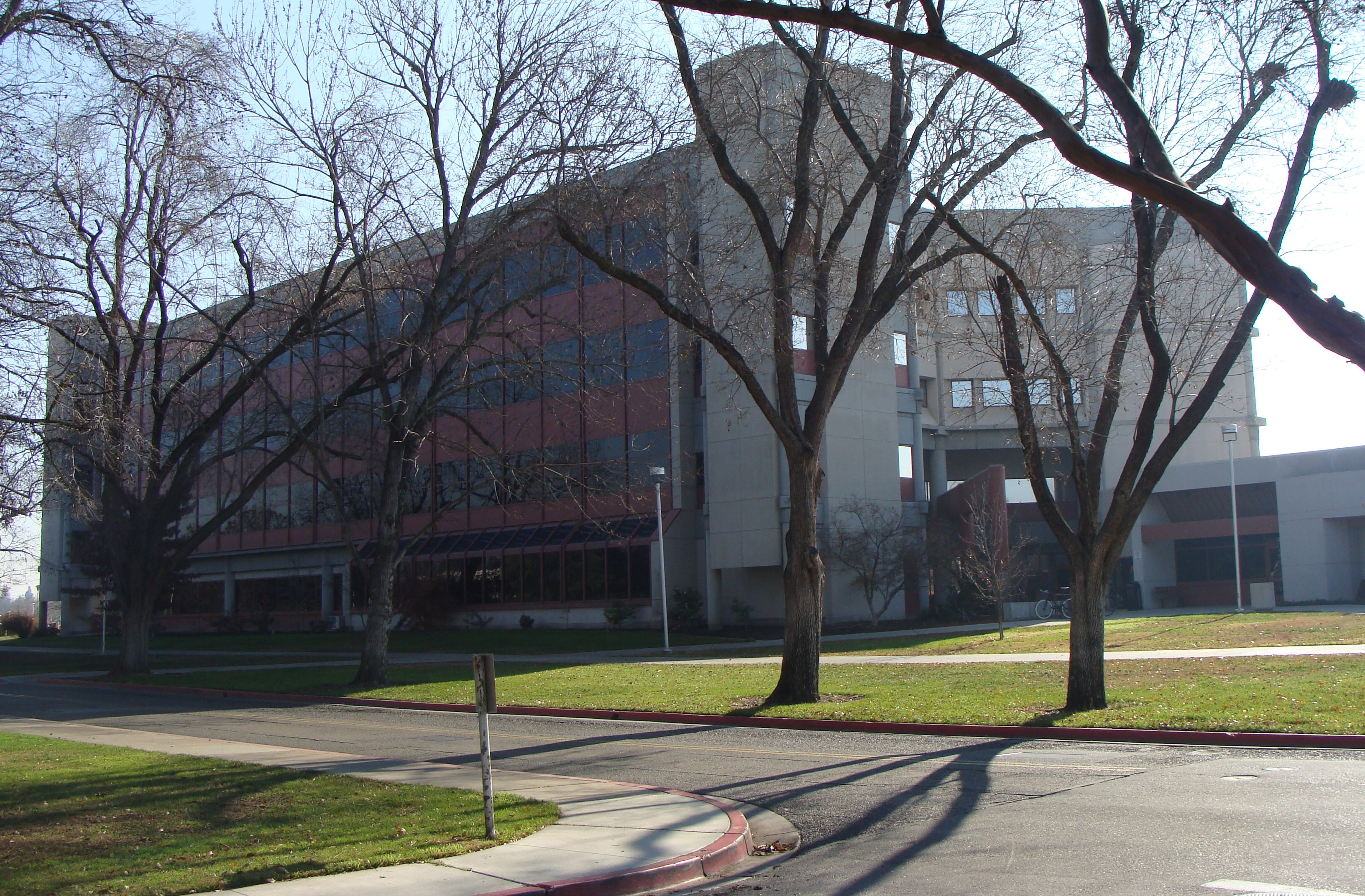
مدرسة كريمين للتربية

الأندية والمنظمات الطلابية هي مجموعات معترف بها من قبل الجامعة. يمكن أن تستند النوادي والمنظمات إلى الاهتمامات الأكاديمية أو الثقافية أو الترفيهية أو الدينية أو الاهتمامات الخاصة الأخرى. يُطلب من هذه المجموعات التقدم للحصول على اعتراف لتلقي الدعم من الجامعة.

### الهيئات الطلابيّة
آي يي آي هي هيئة طلابية معترف بها في ولاية فريسنو. من خلال آي سي آي، يشارك الطلاب في حوكمة الجامعة من خلال تعزيز الوعي بآراء الطلاب حول قضايا الحرم الجامعي والمساعدة في حماية حقوق الطلاب. يتم انتخاب عشرين طالبًا كل عام. هناك أربعة مدراء تنفيذيين من بينهم الرئيس، ونائب الرئيس، ونائب الرئيس للشؤون المالية، ونائب الرئيس للشؤون الخارجية، وعشرة أعضاء بمجلس الشيوخ وثمانية أعضاء في مجلس الشيوخ. يخدم هؤلاء المنتخبون فترات سنوية من 1 يونيو إلى 31 مايو.
يوفر آي سي آي التمويل للمشاريع المتعلقة بالطلاب في الحرم الجامعي. يوفر تمويل الأنشطة الممولة تمويلًا تكميليًا للحدث للأندية والمنظمات الطلابية المعترف بها. يوفر صندوق الأنشطة التعليمية ذات الصلة (IRA) التمويل للأنشطة والتجارب المعملية التي يتم رعايتها جزئيًا بواسطة برنامج أكاديمي أو تخصص أو قسم. تقدم المنح الدعم المالي لأبحاث الطلاب الجامعيين والخريجين، والمشاريع، والمساعي العلمية الأخرى في جميع التخصصات الأكاديمية.

### مركز الترفيه الطلابي

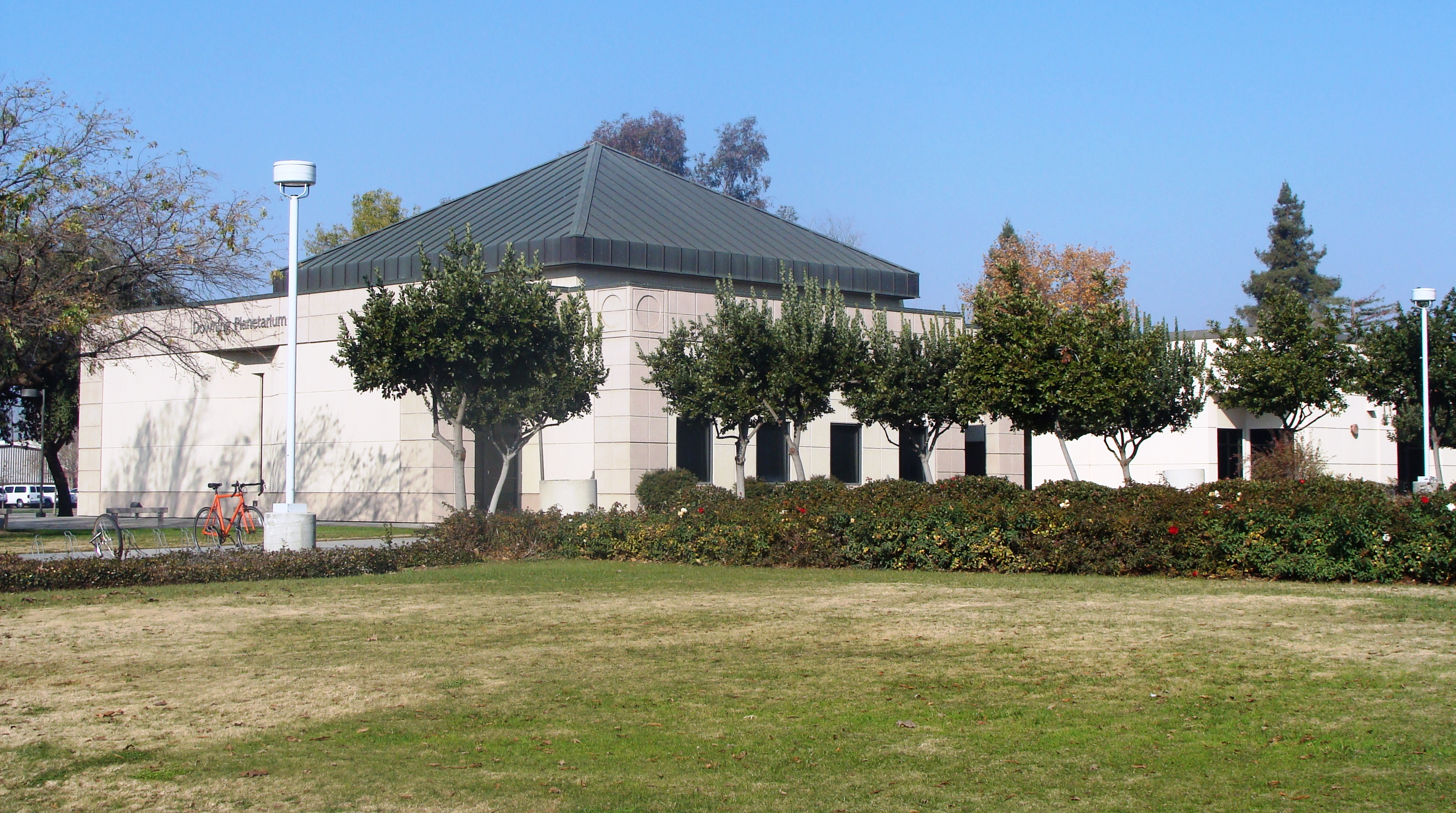
داونينج القبة السماوية

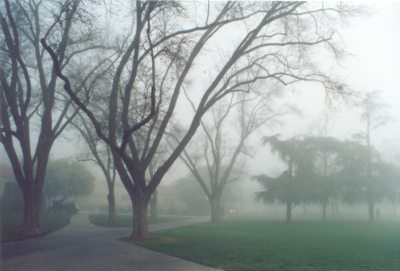
الحرم الجامعي في صباح ضبابي

في فبراير 2006، تم افتتاح مركز الترفيه الطلابي. تم دفع تكاليف البناء وتم اشتقاق أموال التشغيل من رسوم استخدام الطلاب في الفصل الدراسي. أثناء كونه كيانًا للجمعية، يخضع مركز الترفيه الطلابي لإدارة قسم شؤون الطلاب. يقع مركز الترفيه الطلابي بجوار ساحة سايف مارت سنتر. أي طالب قام بدفع رسوم استخدام الطلاب بجامعة كاليفورنيا في الفصل الدراسي الحالي مؤهل لاستخدام مركز الترفيه. يجوز لأعضاء هيئة التدريس والموظفين الانضمام بمعدل شهري. هذا المرفق غير متاح لعامة الناس. يحتوي المركز على أربعة ملاعب كرة سلة بالحجم الكامل، واستوديو للرقص، 1/8 ميل (200 م) مضمار جري داخلي، غرف خلع الملابس، 2 ملعب كرة مضرب، معدات هوائية، وآلات رفع الأثقال. تشمل الخدمات التدريب الشخصي ودروس اللياقة البدنية الجماعية وخدمة المناشف والخزائن الشخصية.

### اتحاد طلاب الجامعة
في أواخر عام 2018، صوت الطلاب في بناء اتحاد طلابي جديد. من المقرر أن يبدأ البناء في أوائل عام 2020 وينتهي في عام 2021. سيتم بناء اتحاد الطلاب الجديد لاستيعاب حرم جامعي يضم حوالي 25000 طالب. سيضم الاتحاد الجديد "مفاهيم جديدة لتناول الطعام للبيع بالتجزئة، وقاعة رقص كبيرة متعددة الأغراض، ومساحة لنوادي الطلاب والمنظمات، ومكاتب للطلاب المنتسبين (بالإنجليزية: Associated Students Inc)‏، ومشاركة الطلاب، والعديد من المساحات البرمجية الأخرى المطلوبة." سيتم تضمين رسوم قدرها 149 دولارًا في تكاليف التعليم للطلاب بمجرد افتتاح الكلية لسداد تكاليف البناء.
تم إنشاء اتحاد الطلاب الأصلي في 11 نوفمبر 1968 وتم بناؤه لاستيعاب حرم جامعي يضم 10000 طالب. تبلغ مساحة المبنى 52000 قدم مربع ويتكون من ثلاثة مستويات، أحدها تحت الأرض.

### السّكن طلابي - فناء الجامعة
يضم فناء الجامعة 1100 طالب، ويتكون من تسعة مجتمعات سكنية من الأجنحة والمعيشة المجتمعية. تقع الفصول الدراسية في ولاية فريسنو والمكتبة ومختبر الكمبيوتر والأنشطة الطلابية والمرافق الرياضية والمسرح ومركز سايف مارت ومركز الترفيه الطلابي والمركز الصحي على مسافة قريبة من قاعات الإقامة. يوفر فناء الجامعة معمل كمبيوتر ومسبحًا في الهواء الطلق. يحتوي الفناء على موقف سيارات مضاء، وغرفة إلكترونية ونظام قفل القاعة، ورفوف دراجات مزودة ببوابات ومرافقي الحرم الجامعي. خلال فصلي الخريف والربيع، يتوفر موظفون مقيمون في جميع القاعات على مدار 24 ساعة ساعات / 7 أيام في الأسبوع.

## ألعاب القوى

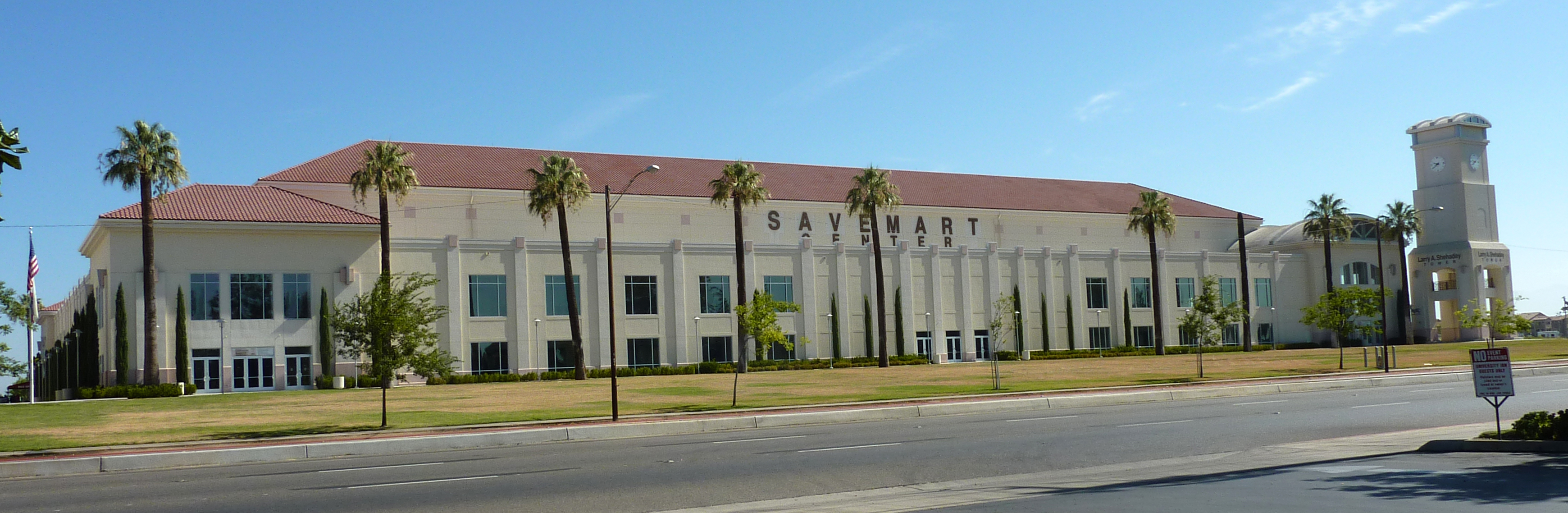
Save Mart Center، موطن فريق كرة السلة Fresno State

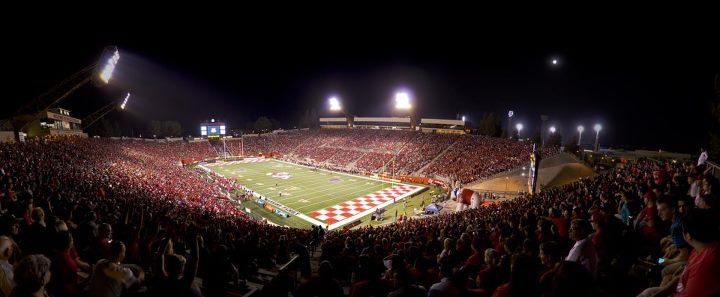
ملعب بولدوج، موطن فريق فريسنو ستيت لكرة القدم

ولاية فريسنو عضو في مؤتمر ماونتن ويست التابع للرابطة الوطنية لرياضة الجامعات (NCAA). تُعرف الفرق الرياضية البالغ عددها 22 في الجامعة باسم بولدوجس، وألوان المدرسة هي الأحمر والأزرق الكاردينال. قامت ولاية فريسنو بعدة جولات في بطولات الرابطة الوطنية لرياضة الجامعات في كرة السلة وكرة القدم وكرة القدم والتنس والبيسبول والكرة اللينة والكرة الطائرة.
في عام 2017، أعادت ولاية فريسنو إحياء برنامج المصارعة الخاص بها بعد توقف دام 11 عامًا. تتنافس مصارعة ولاية فريسنو في مؤتمر بيج 12. والتنافس فريسنو الدولة سان دييغو الدولة لكرة القدم هو الأمريكي الكلية لكرة القدم التنافس بين كرة القدم فريسنو الدولة بلدغ فريق من فريسنو وسان دييغو الدولة الأزتيك كرة القدم فريق من جامعة ولاية سان دييغو. الفائز باللعبة يحصل على كأس «أولد أويل كان».
حصل بلدغ على البطولات الوطنية التالية من رياضات الجامعة القسم الأول.
- لقب رياضات الجامعة القسم الأول (رياضة البيسبول) في عام 2008
- لقب رياضات الجامعة القسم الأول (رياضة الكرة اللينة) في عام 1998.

## وسائط
فريسنو ستايت نيوز (بالإنجليزية: FresnoStateNews)‏ هو مصدر عبر الإنترنت للمعلومات حول الأحداث الجارية التي تؤثر على طلاب ولاية فريسنو وأعضاء هيئة التدريس والموظفين. يوفر الموقع أرشيفًا للمقالات الإخبارية ومقاطع الفيديو والصور، بالإضافة إلى روابط لمصادر رئيسية في الحرم الجامعي. تُنشر مجلة فريسنو ستايت ماجازين (بالإنجليزية: FresnoState Magazine)‏ مرتين سنويًا من مكتب الاتصالات الجامعية. إنه منشور مطبوع وعبر الإنترنت يعرض الأحداث الجارية في ولاية فريسنو وأحداث رابطة الخريجين وإنجازات الخريجين. ذا كوليجيان (بالإنجليزية: The Collegian)‏ هي صحيفة يديرها الطلاب في الحرم الجامعي. تصدر خلال فصلي الخريف والربيع أيام الإثنين والأربعاء والجمعة. يحتوي الإصدار عبر الإنترنت على مقاطع فيديو ومدونات صوتية ومعارض للصور. راديو كا إف إس آر (بالإنجليزية: KFSR)‏ هو محطة راديو الحرم الجامعي. رخصة البث الخاصة بكا إف إس آر مملوكة لجامعة ولاية كاليفورنيا، فريسنو. كا إف إس آر هي محطة إذاعية عامة غير هادفة للربح مدعومة من المستمع. يبث على 90.7 FM ويتدفق عبر الإنترنت على www.kfsr.org. تعمل 24 ساعة في اليوم، 365 يومًا في السنة، وتعزف موسيقى الجاز والبلوز ومجموعة واسعة من العروض المتخصصة.
فريسنو ستايت فوكس (بالإنجليزية: Fresno State Focus)‏ هو البث الأسبوعي الذي يديره الطلاب في الحرم الجامعي ويضعه قسم الإعلام والاتصالات والصحافة. يقوم فريق الأخبار بتغيير كل فصل دراسي، وقد شارك في العديد من المشاريع التي تمتد خارج الحرم الجامعي.

## تدريب ضباط الاحتياط
يتم تمثيل فرعين من الجيش في الحرم الجامعي في ولاية فريسنو: الجيش والقوات الجوية. تُعرف وحدة الجيش في الحرم الجامعي باسم كتيبة بولدوج. مفرزة تدريب ضباط الاحتياط التابعة للقوات الجوية في الحرم الجامعي، مفرزة 35، هي واحدة من أقدم الوحدات في البلاد. تأسست في عام 1948، بعد عام واحد فقط من توقيع قانون الدفاع الوطني لعام 1947 الذي أنشأ سلاح الجو الأمريكي كفرع منفصل للجيش، وقد فازت المفرزة 35 بالعديد من الجوائز. في يوليو 2008، مُنحت مفرزة 35 جائزة «هاي فلايت»، وسمتها أعلى مفرزة متوسطة الحجم في المنطقة الجنوبية الغربية بأكملها من الولايات المتحدة. بعد بضعة أشهر فقط، تم اختيار مفرزة 35 كأفضل مفرزة متوسطة الحجم في الدولة وحصلت على جائزة رايت أوف لاين (بالإنجليزية: Right of Line)‏، وهي أعلى وسام لأي مفرزة.

## خريجون بارزون
خدم عدد من خريجي ولاية فريسنو البارزين في مناصب حكومية واتحادية، أو أصبحوا رياضيين بارزين، أو وجدوا بصماتهم في مجال الأعمال ووسائل الإعلام، بما في ذلك بول جورج، رياضي كرة السلة وجوي كوفي، المدير المالي الأصلي لموقع Amazon.com.

Notable Fresno State alumni include:
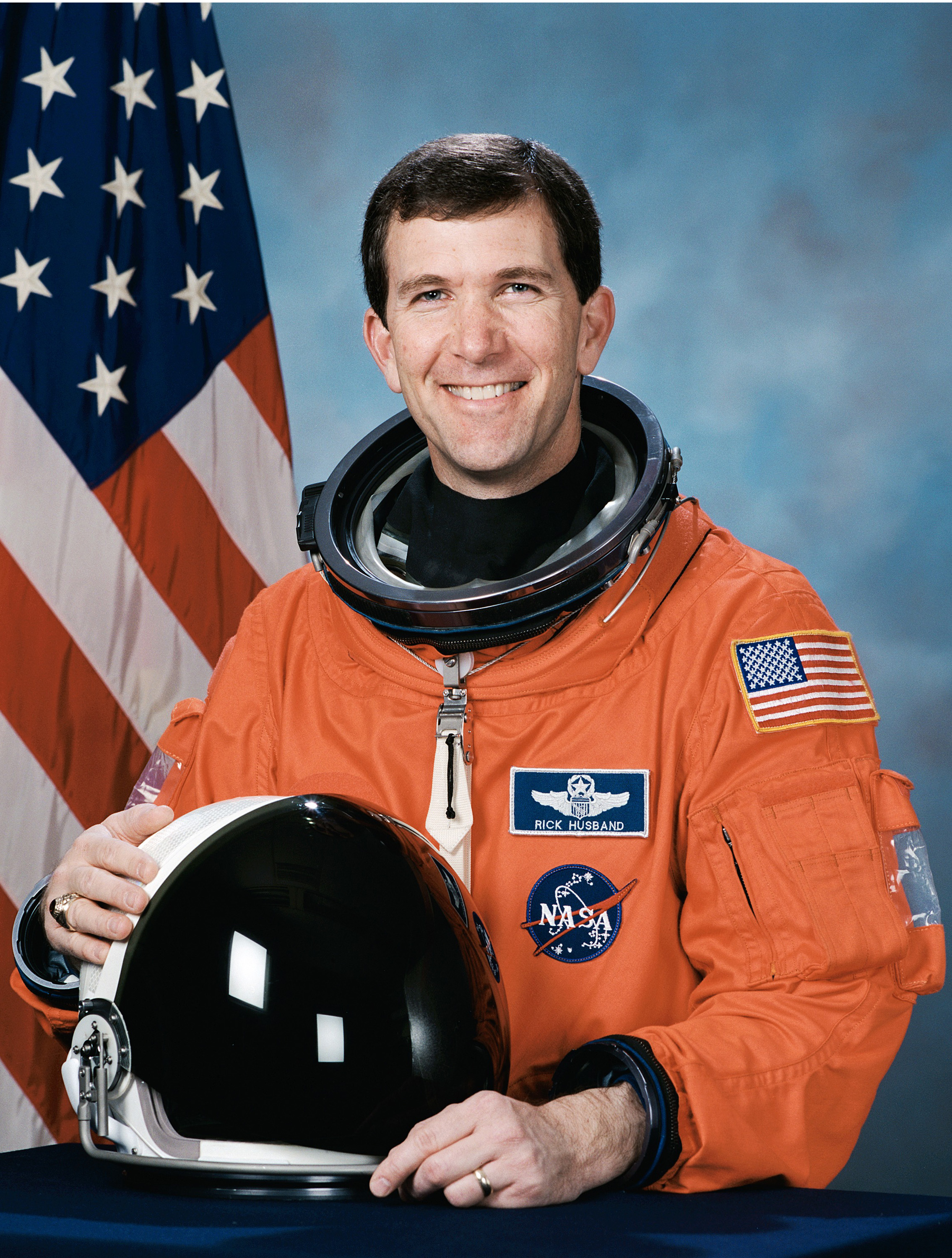
ريك زوج، رائد فضاء أمريكي وطيار مقاتل سابق
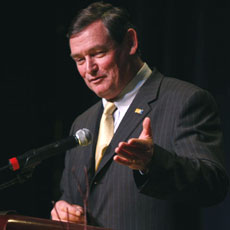
تيموثي ب. وايت  [لغات أخرى]‏ المستشار السابع لجامعة ولاية كاليفورنيا
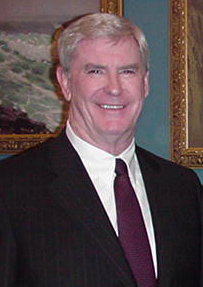
كيني جين، رجل الأعمال الأمريكي السابق والحاكم السابق لولاية نيفادا
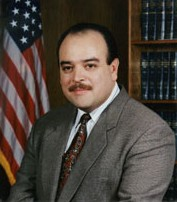
كروز بوستامانتي، سياسي أمريكي سابق
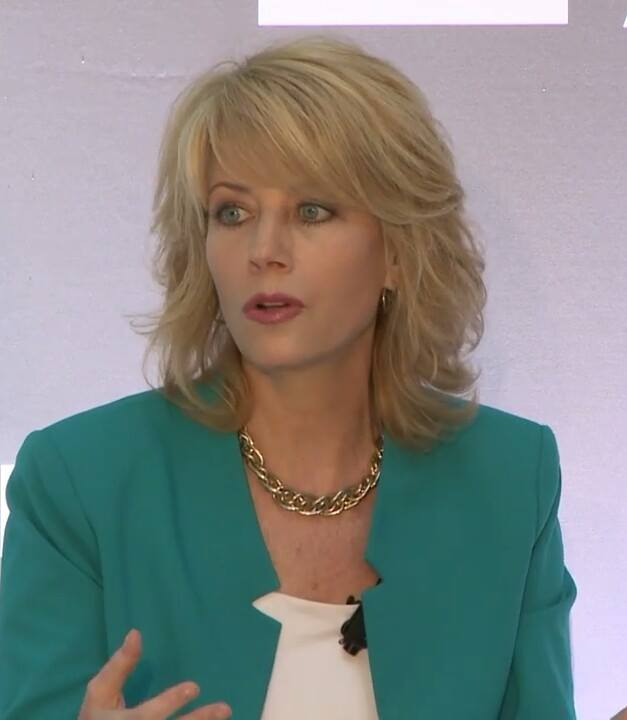
أشلي سويرينجين، عمدة فريسنو السابق والرئيس الحالي / المدير التنفيذي لمؤسسة سنترال فالي كوميونيتي
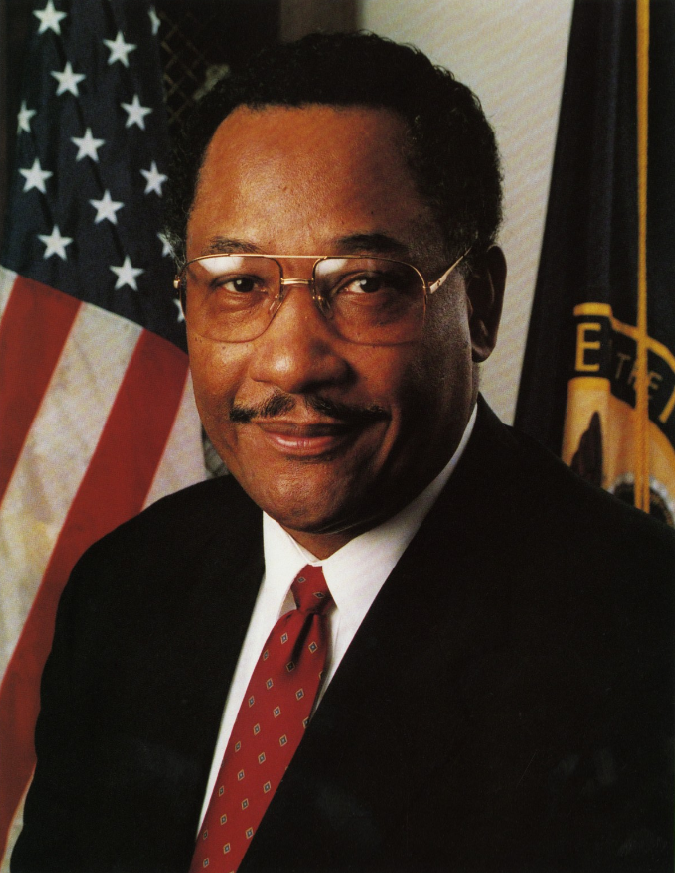
لي ب. براون، عالم الجريمة الأمريكي، والمسؤول العام  [لغات أخرى]‏، والسياسي، ورجل الأعمال
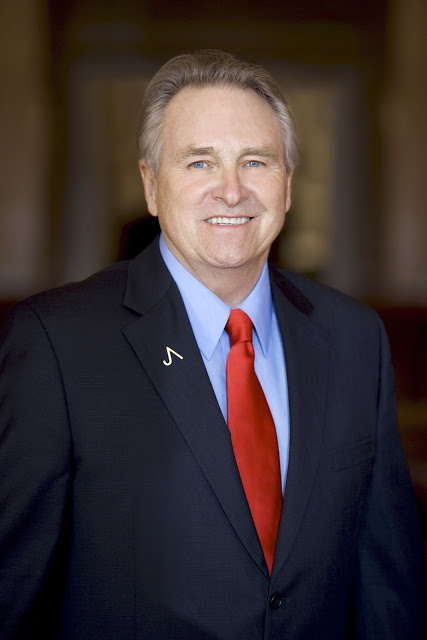
يعمل جيم نيلسن حاليًا في مجلس شيوخ ولاية كاليفورنيا
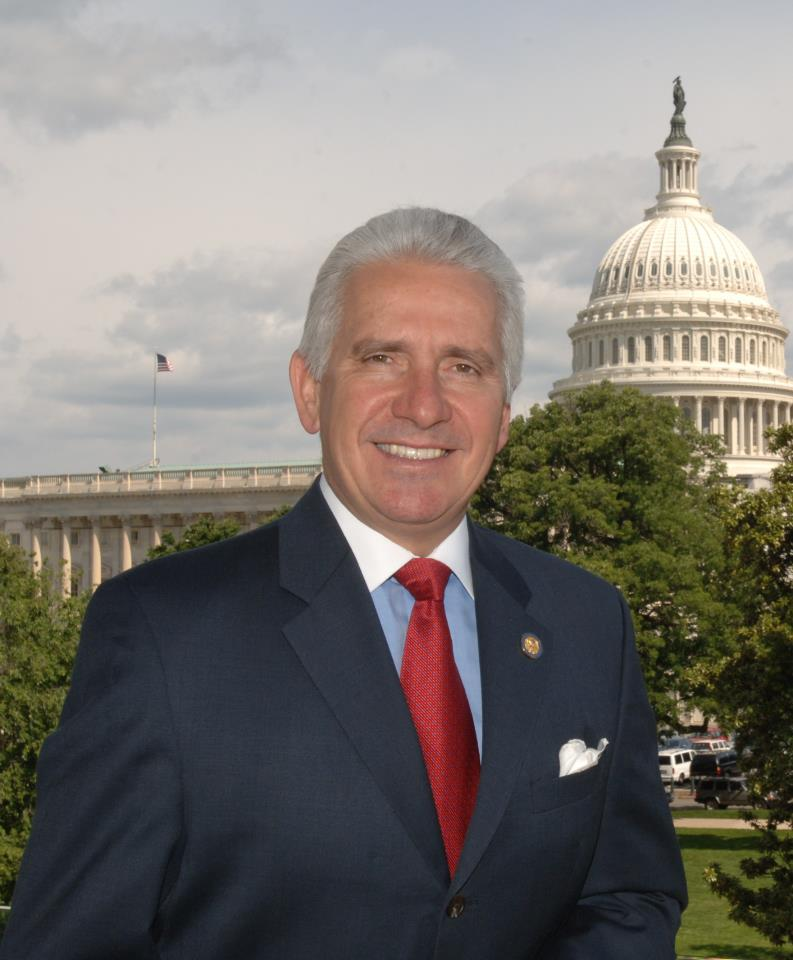
جيم كوستا، سياسي أمريكي
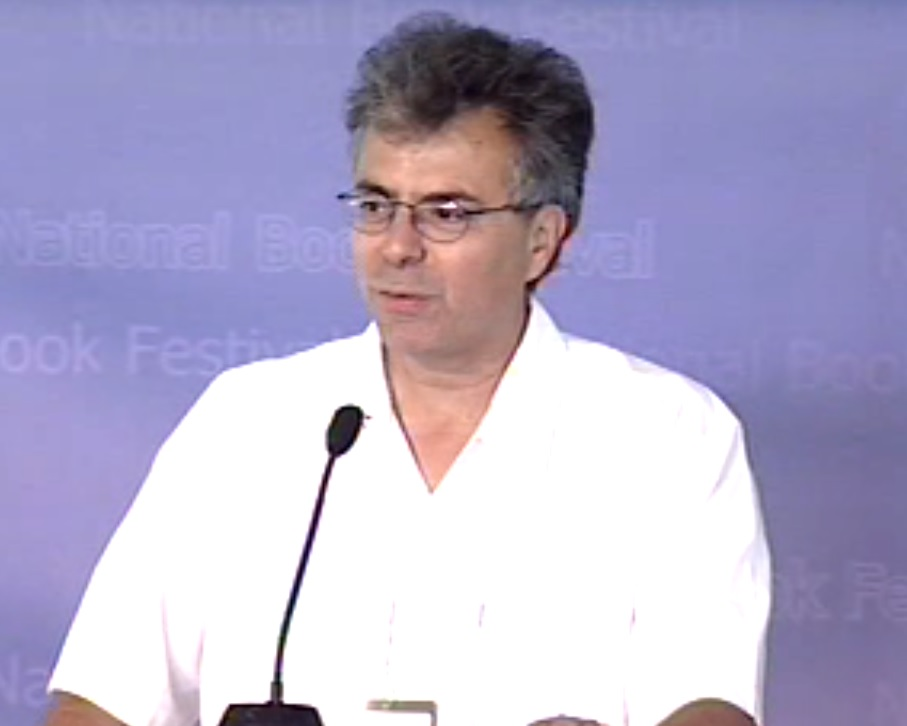
جاري سوتو الشاعر والروائي
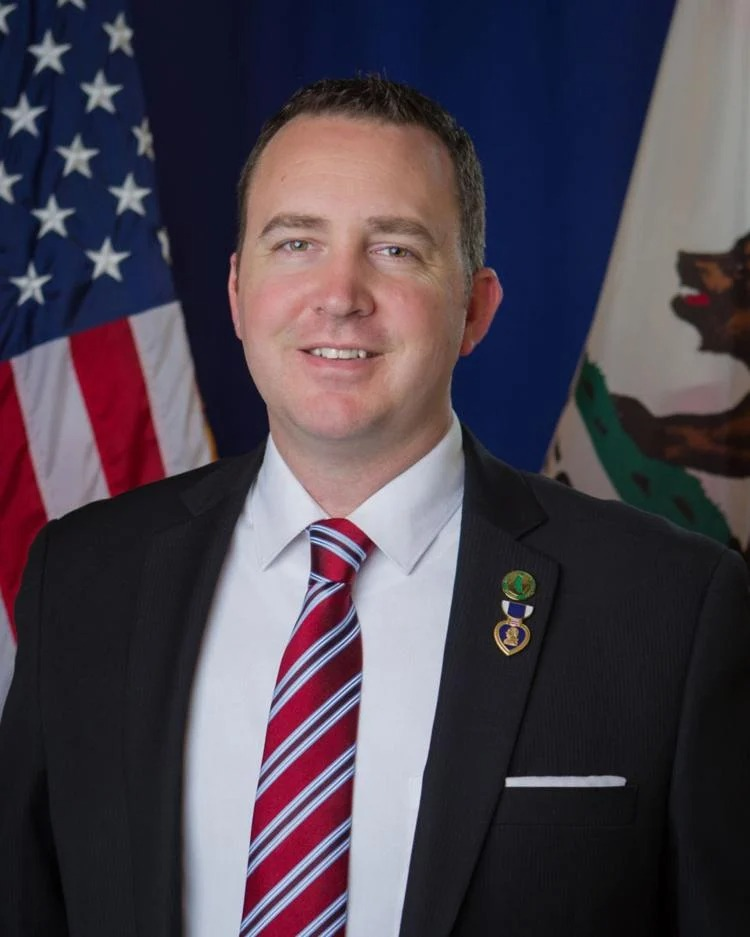
ديفون ماتيس  [لغات أخرى]‏ عضو في جمعية ولاية كاليفورنيا
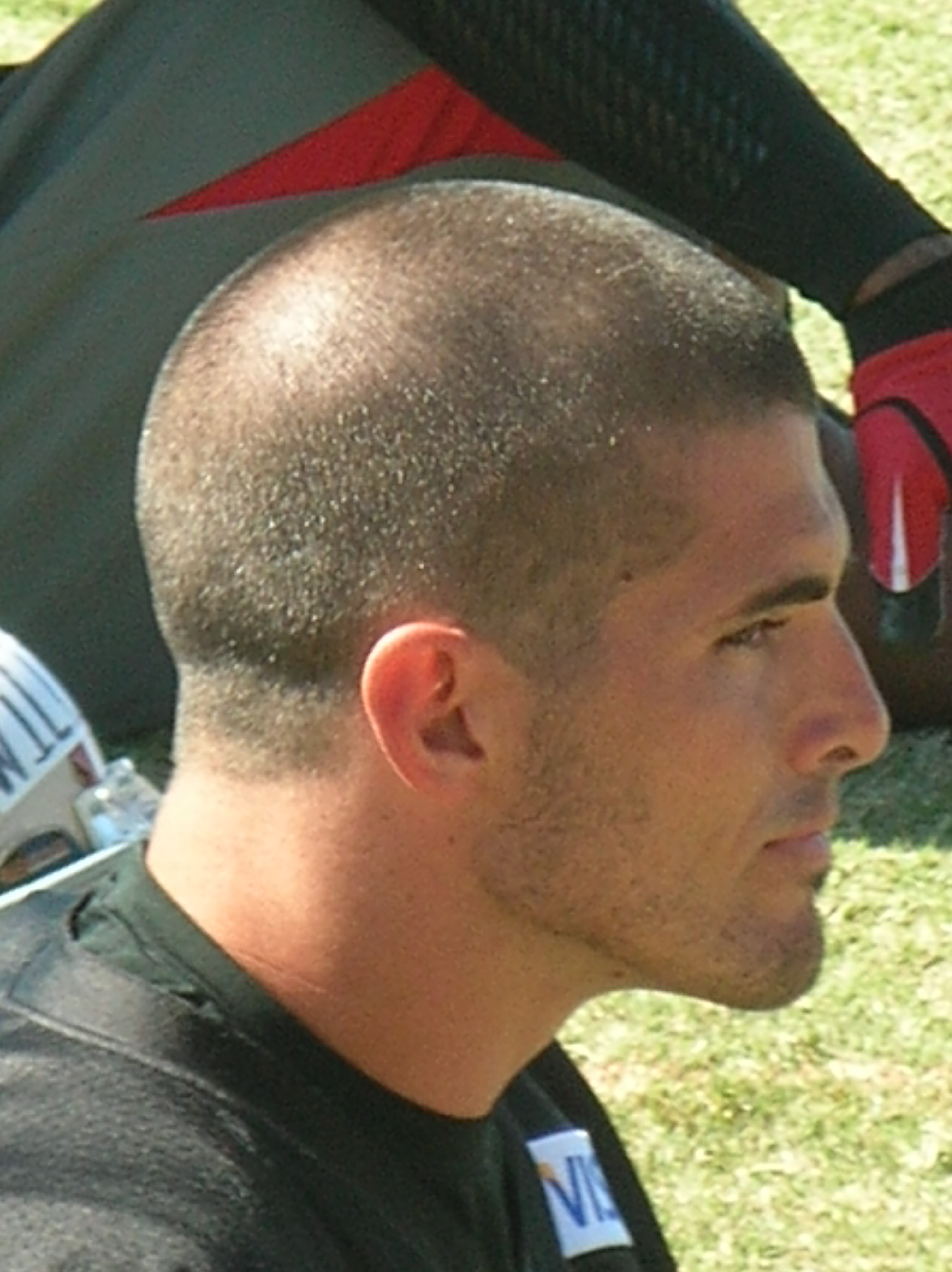
ديفيد كار، رياضي كرة قدم محترف أمريكي سابق
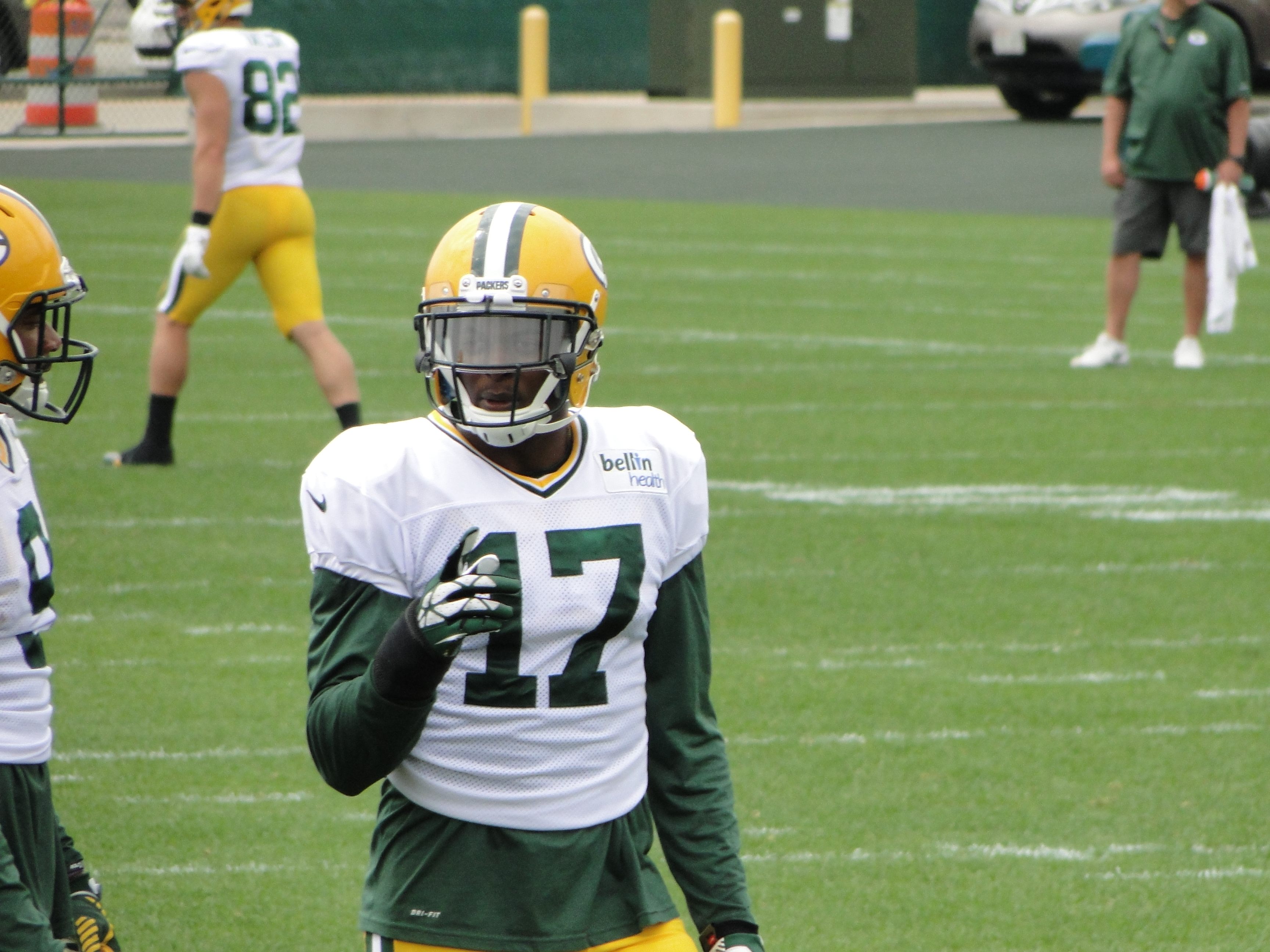
دافانت آدامز، مستقبل غرين باي باكرز
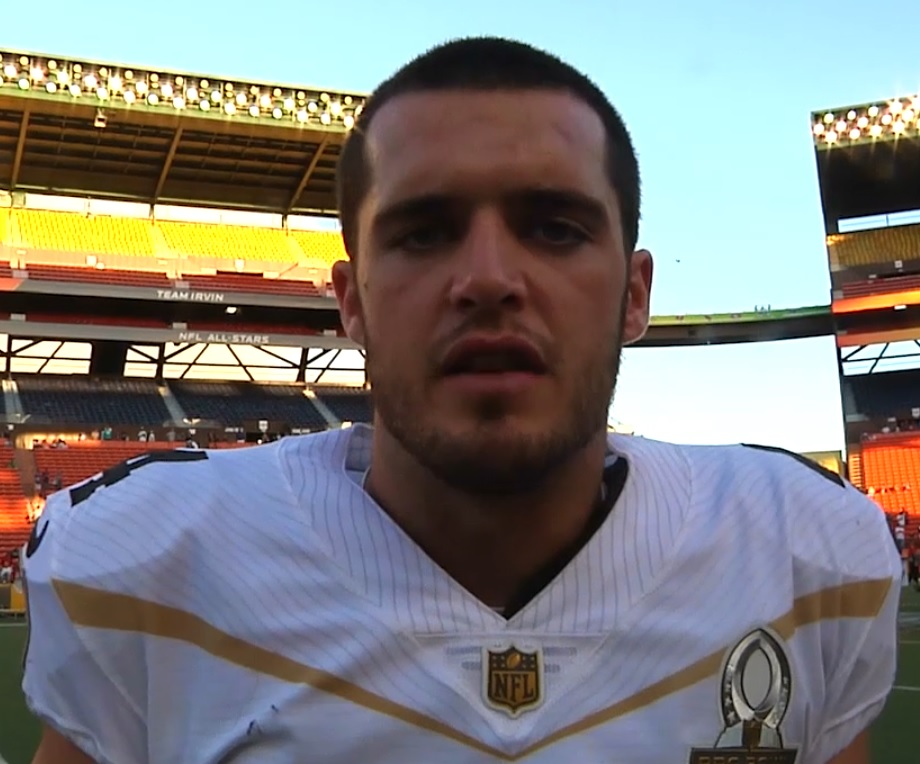
ديريك كار قورتربك لفريق أوكلاند رايدرز  [لغات أخرى]‏
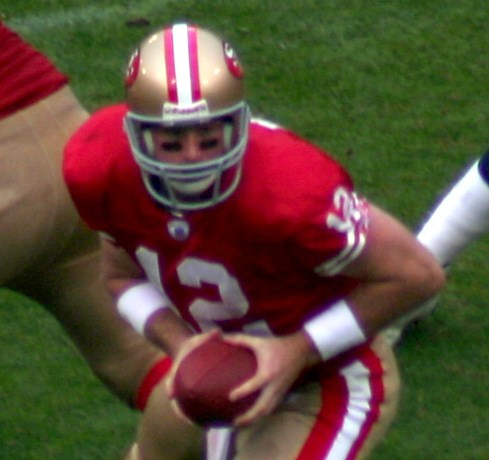
ترينت ديلفر  [لغات أخرى]‏، رياضي ومحلل كرة قدم محترف أمريكي سابق
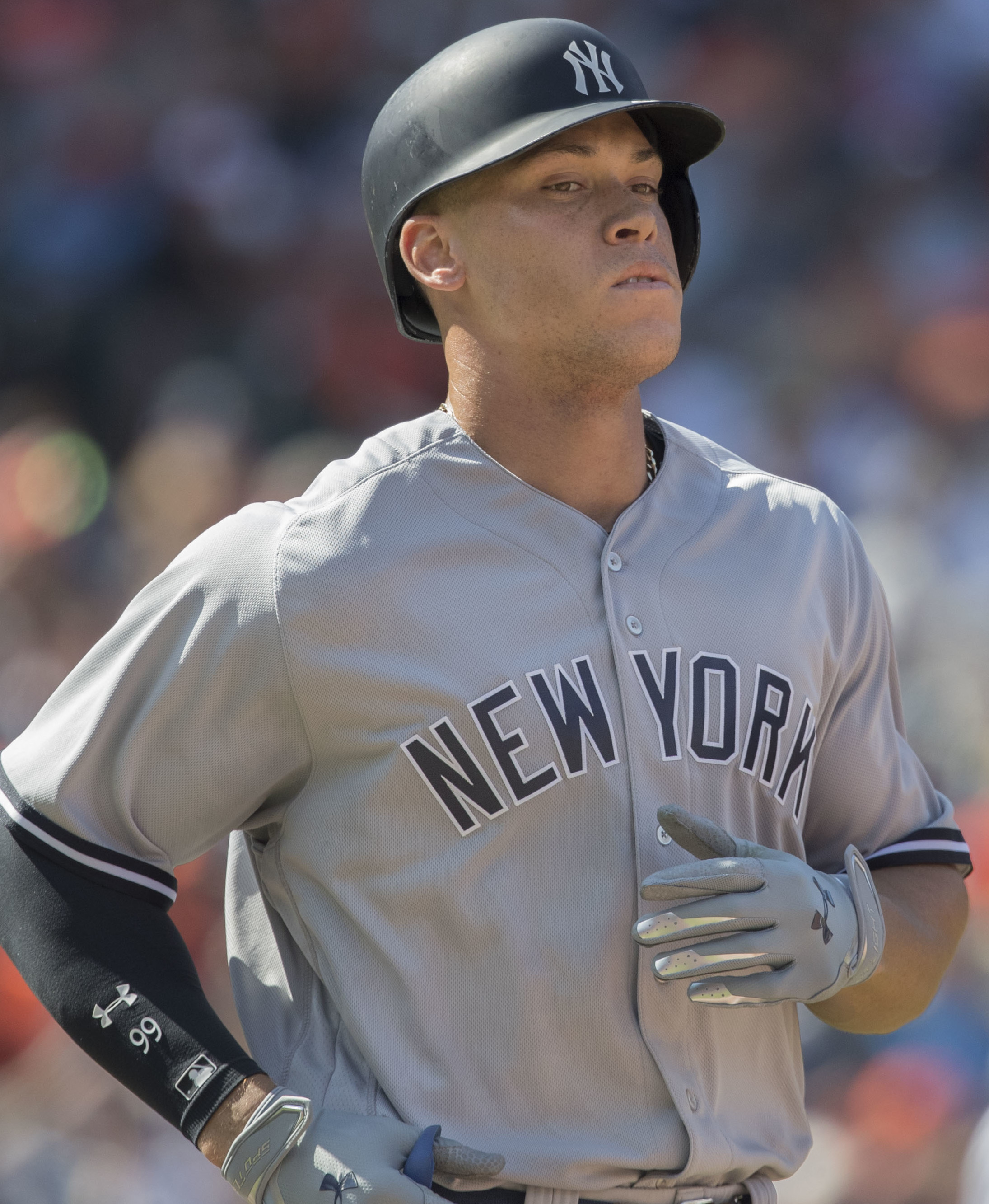
آرون جادج، لاعب دفاع دوري البيسبول
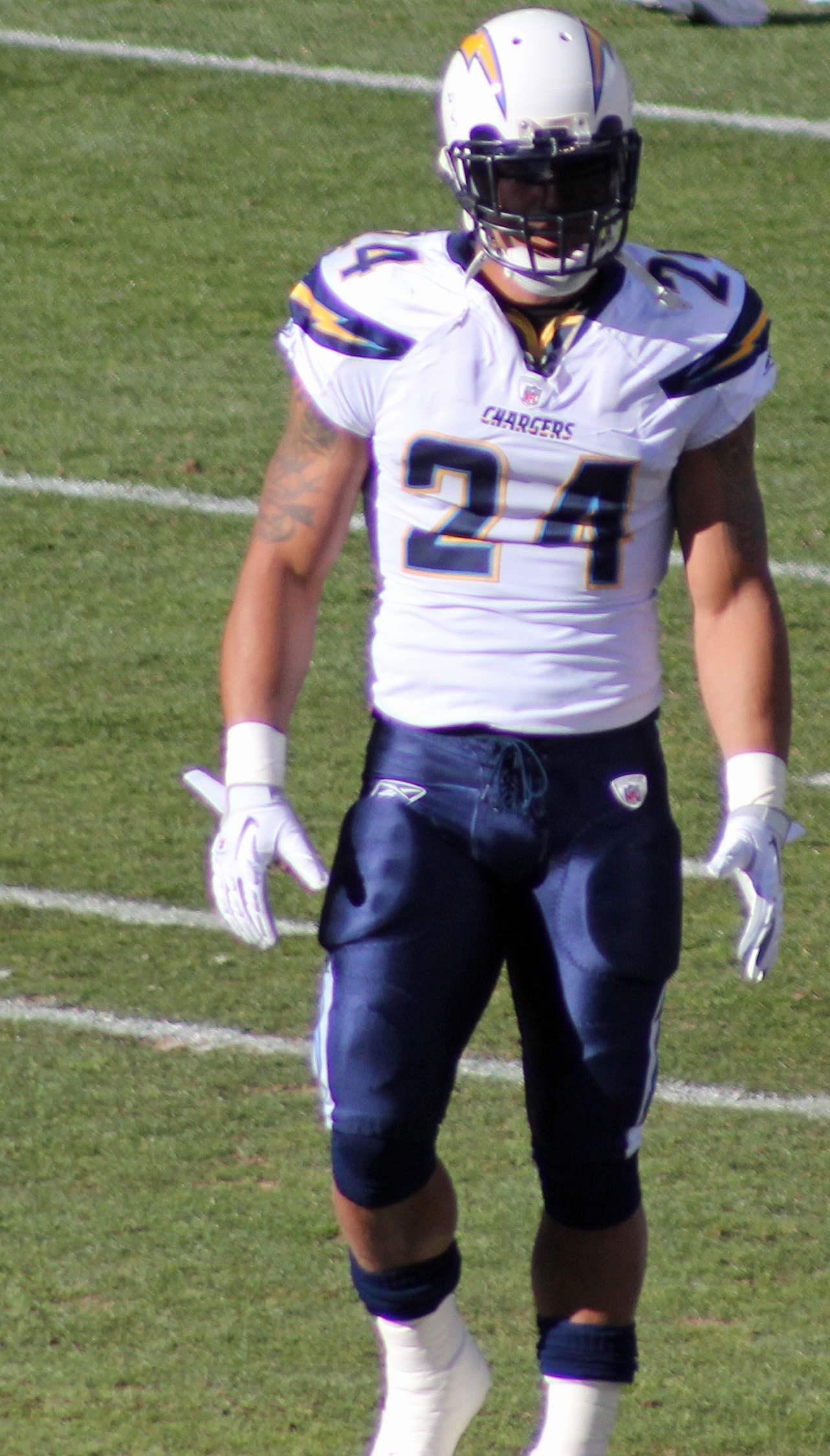
ريان ماثيوز، رياضي كرة قدم محترف أمريكي
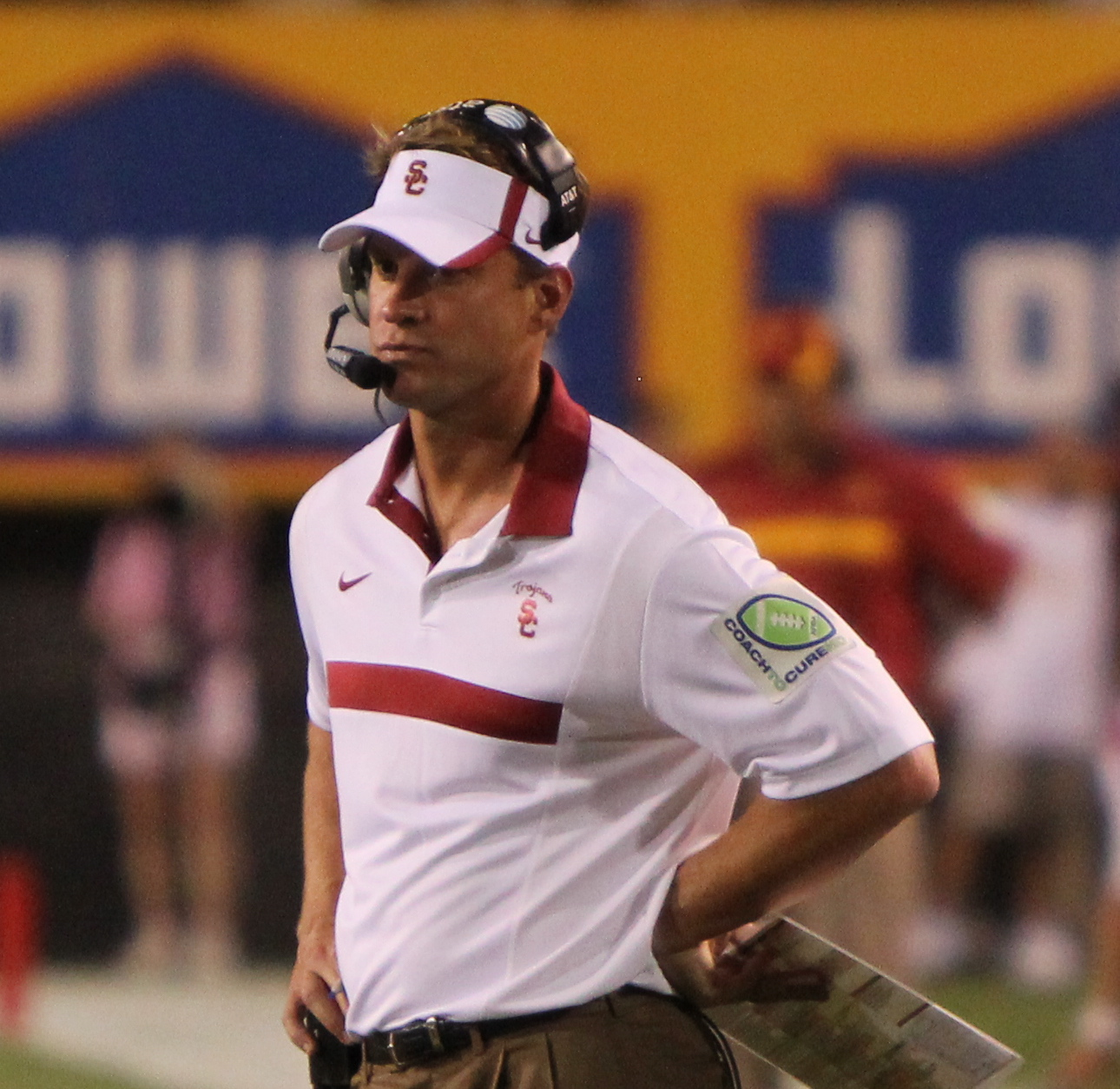
لين كيفين  [لغات أخرى]‏، مدرب كرة القدم الأمريكية